# 13207 Tamagawa
13207 Tamagawa (1997 GZ25) là một tiểu hành tinh vành đai chính được phát hiện ngày 10 tháng 4 năm 1997 bởi A. Nakamura ở Kuma Kogen.